# Football et presse écrite en France
Cet article concerne le traitement du football par le presse écrite en France.
Contrairement au cyclisme qui possède une presse spécialisée en France dès les années 1870, le football doit attendre les années 1920 pour disposer de titres spécialisés. Des années 1890 jusqu'à la Grande Guerre, le football doit se contenter de rubriques dans la presse généraliste et la presse sportive omnisports. Parmi ces titres, l’hebdomadaire Les sports athlétiques, organe officiel de l'USFSA, ouvre ses colonnes au football en 1894 à la suite de la création du comité de football de l'Union. Le bi hebdomadaire Football et sports athlétiques, entre 1909 et 1914, consacre environ un tiers de sa pagination au football. Les quotidiens Le Vélo et L'Auto ouvrent également, timidement, leurs colonnes au football dès les premières années du XXe siècle. Depuis lors, le football n’a jamais plus quitté les colonnes de la presse sportive omnisports et de la presse généraliste. Les titres parisiens et ceux de province sont tous concernés.  Même l’austère Le Monde possède aujourd’hui une rubrique quotidienne consacrée au football,.
Mis à part Le Football Association, organe de la FFF, publié dès le début des années 1920, et quelques tentatives de publications locales, l’hebdomadaire Football fut le premier titre à caractère national exclusivement consacré au ballon rond. Ce titre fait office de référence jusqu'à la Seconde Guerre mondiale. France football prend le relais après la Libération. D’abord hebdomadaire (mercredi, puis mardi), FF devient bi hebdomadaire (mardi et vendredi) entre 1974 et 1978 puis retrouve cette périodicité depuis 1997. De 1978 à 1983, FF publie France Foot 2 tous les vendredis. But!, depuis 1968 tenta de concurrencer FF sur le terrain des hebdomadaires. FF resta toutefois la référence ; ses ventes sont d’ailleurs en progression lente mais constante. Plus ou moins moribond, But réagit depuis le début des années 2000 en créant des hebdomadaires dédiés aux plus populaires clubs français, Olympique de Marseille, PSG ou AS Saint-Étienne, notamment.
Les mensuels consacrés au football en France sont assez nombreux depuis les années 1960. Football magazine et Miroir du football sont les deux titres phares des années 1960. Onze et Mondial, qui fusionnent pour devenir Onze Mondial, dominent depuis la milieu des années 1970 au milieu des années 1980. Les excellentes ventes enregistrées à leurs débuts fondent alors dramatiquement. Malgré l’effondrement du marché des mensuels, les titres se multiplient : Footy, Kop football, So Foot, Les Cahiers du football, etc. Certains clubs publient même des magazines mensuels : 100 % PSG, depuis 2004.
Les supporters français de football eurent leur magazine mensuel avec Sup' Mag, qui fut publié de 1992 à 1995.
Il existe, en outre, une presse régionale consacrée au football, comme Actufoot, publié depuis 2001 sur la Côte d'Azur.
Avant le lancement d'un quotidien supplémentaire en janvier 2009, deux journaux spécialisés dans le football paraissaient pour la première fois le 3 novembre 2008 : Le 10 Sport et Aujourd'hui Sport.